# Polina Komar
Polina Dmitryevna Komar (russo:  Полина Дмитриевна Комар; IPA: [pɐˈlʲinə kɐˈmar]; Moscou, 4 de novembro de 1999) é uma nadadora sincronizada russa, campeã olímpica na natação artística.

## Carreira
Komar conquistou a medalha de ouro nos Jogos Olímpicos de Verão de 2020 em Tóquio como representante do Comitê Olímpico Russo na disputa por equipes, ao lado de Vlada Chigireva, Marina Goliadkina, Svetlana Kolesnichenko, Alexandra Patskevich, Svetlana Romashina, Alla Shishkina e Maria Shurochkina, com a marca de 196.0979 pontos.